# Corneliani
Corneliani er et italiensk modehus, der fremstiller luksusherretøj. De er mest kendt for deres jakkesæt og sportsjakker. Firmaet distribuerer deres produkter i over 70 lande over hele verden via deres multi-brand-butikker og omkring 90 af deres egne Corneliani-butikker. Virksomheden producerer også made-to-measure jakkesæt. Omsætningen lå i 2017 på €110 millioner. I juni 2016 købte den arabiske investeringsgruppe Investcorp aktiemajoriteten for omkring $100 millioner.

## Historie
Det familieejede firma kan spores tilbage til 1930'erne, hvor Alfredo Corneliani startede en produktion af regnjakker og frakker, der dog blev sat i stå ved udbruddet af anden verdenskrig.
Alfredos sønner, Claudio og Carlalberto, etablerede Corneliani S.p.A. i Mantua i 1958.
I 1985 blev Corneliani USA Inc. etableret i New York for at distribruere firmaets produkter i USA og Canada. I 1997 åbnede Corneliani en flagskibsbutik på Via Montenapoleone i Milano. I 2005 modtog Corneliani den såkaldte Leonardo Prize for Quality, der blev uddelt af Italiens præsident til italienske firmaer der fremmer italiensk-fremstillede produkter.
I 2008 åbnede Corneliani en butik på New Bond Street i London. I 2012 blev Corneliani Shanghai Ltd grundlagt og året efter blev en direkte ejet flagskibsbutik i Shanghai åbnet.